# Corradina 2
Corradina 2 (née le 15 juin 1998) est une jument grise du stud-book Holsteiner, montée en saut d'obstacles par le cavalier allemand Carsten-Otto Nagel, avec qui elle a été championne du monde par équipes en 2010, et vice-championne d'Europe en 2011. 

## Histoire
Corradina 2 naît le 15 juin 1998 à l'élevage du professeur et docteur Hartwig Schmidt, à Borsfleth en Allemagne. Elle est achetée à l'âge de 4 ans par Moorhof Stables, et n'est montée que par Carsten-Otto Nagel, qui construit sa carrière sportive et la forme jusqu'au plus haut niveau. Le couple se fait remarquer durant sa participation aux Championnats d'Europe de 2009 à Windsor, où Corradina boucle deux parcours sans fautes à 1,60 m sans donner l'impression de fournir un effort important. Durant les Jeux équestres mondiaux de 2010 à Lexington, Corradina est le seul cheval allemand à boucler deux parcours sans faute en finale, participant largement à la médaille d'or par équipes ; elle termine à la cinquième place en individuel.
Elle est mise à la retraite sportive à l'âge de 16 ans, en juin 2014, en raison d'une blessure.

## Description
Corradina 2 est une jument de robe grise, inscrite au stud-book du Holsteiner. Nagel explique éviter d'enchaîner les parcours de façon trop rapprochée avec sa jument, et lui offrir deux ou trois mois de repos chaque année au printemps et au début de l'été.

## Palmarès

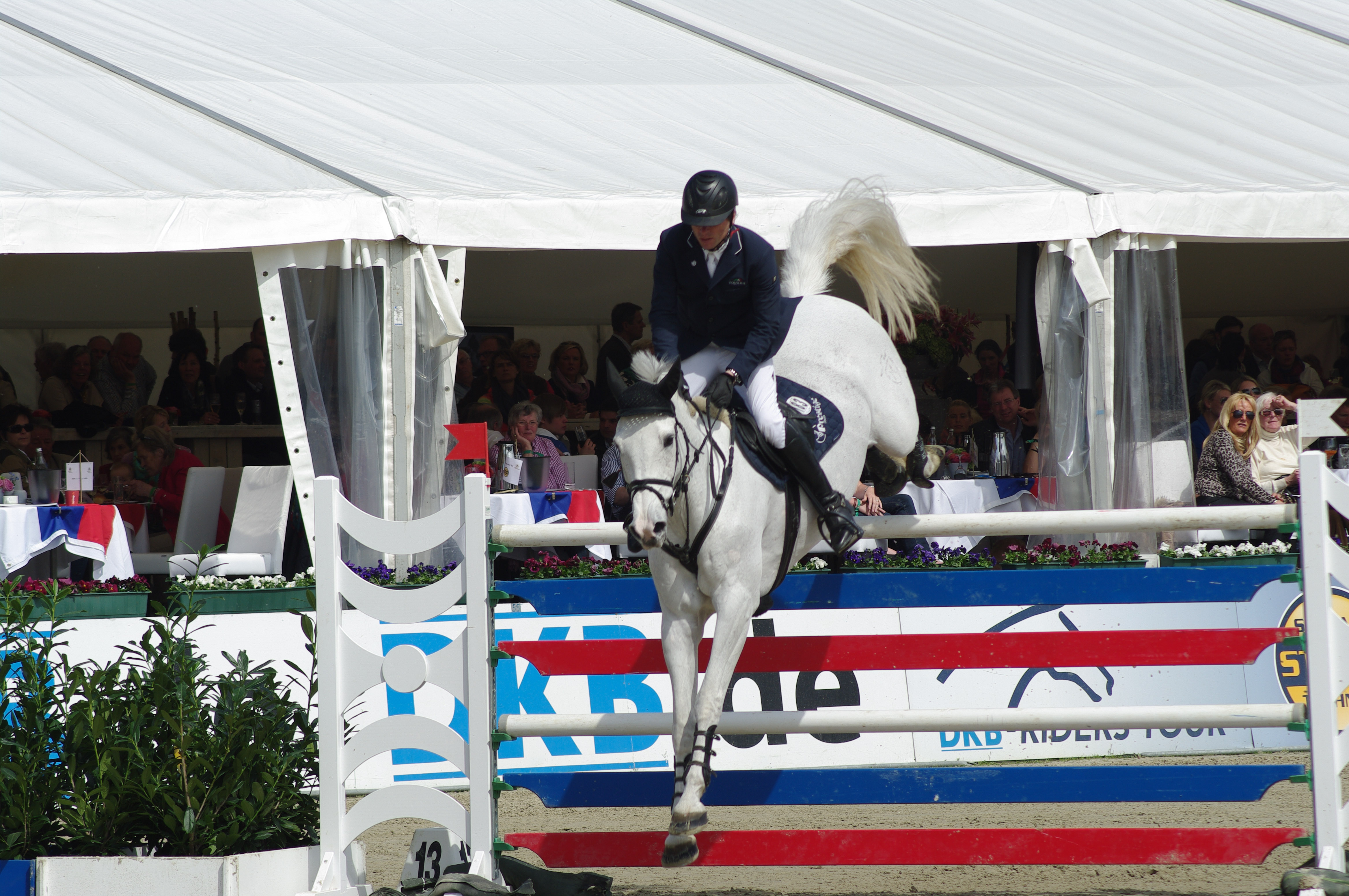
Corradina 2 montée par Carsten-Otto Nagel à Horse&Dreams 2013.

Elle est 4e du classement mondial des chevaux d'obstacle établi par la WBFSH en octobre 2011.
- 2009 : médaille de bronze par équipes et médaille d'argent en individuel aux championnats d'Europe de Windsor
- 2010 : vainqueur du Grand Prix de Saint-Gall
- Novembre 2010 : vainqueur de l'étape Coupe du monde de Stuttgart

## Origines
Corradina 2 est une fille de l'étalon Corrado I et de la jument Elsafina, par Sandro.